# Kathi & Christian am Morgen
Kathi & Christian am Morgen ist eine von Montag bis Freitag ausgestrahlte Radiosendung des privaten Hörfunksenders Antenne Salzburg. Namensgeber sind die Moderatoren Katharina Gudmundsson und Christian Katzer. Letzterer ist, durch seine Funktion als Programmdirektor des Senders, hauptverantwortlich für die inhaltliche Gestaltung.

## Geschichte
Kathi & Christian am Morgen wurde erstmals am 1. Oktober 1998 beim regionalen Hörfunksender Melody FM in Salzburg ausgestrahlt. Nach der Umbenennung des Senders in Antenne Salzburg im April 2000 und dessen Verkauf an die Fritz Fellner Privatstiftung im Jahr 2003, wurde die Sendung jeweils fortgeführt.
Von 2003 bis 2010 war Katharina Gudmundsson kein Teil der Sendung. Ihr Platz wurde von Gerlinde Tscheplak eingenommen. In dieser Zeit lautete der Titel der Sendung "Die Salzburg Show". Des Weiteren befand sich Gudmundsson von November 2013 bis November 2014 in Elternkarenz, in welcher sie von Eva Mühlbacher vertreten wurde. In dieser Zeit lautete der Titel der Sendung "Salzburgs Morningshow mit Eva und Christian".
2017 erhielt Kathi & Christian am Morgen den österreichischen Radiopreis in Bronze in der Kategorie "Beste Morgensendung".
Seit dem 31. Mai 2021 wird Kathi & Christian am Morgen zusätzlich auf dem neu gegründeten Sender Antenne Österreich über DAB+ bundesweit ausgestrahlt. Dort endet die Sendung jedoch eine Stunde früher als auf Antenne Salzburg.

## Inhalte

### Information
Ein wichtiger Bestandteil der Sendung sind regionale Informationen. Zu jeder halben Stunde und kurz vor den Hauptnachrichten um Punkt werden Regionalnachrichten aus dem Bundesland gesendet. Die Nachrichtensprecherin oder der Nachrichtensprecher bleibt regelmäßig auch nach dem Verlesen der Meldungen im Studio und spricht mit den Moderatoren über aktuelle Geschehnisse aus dem Bundesland. Häufig werden auch Gäste in die Sendung eingeladen. Das thematische Spektrum ist dabei verhältnismäßig groß. Vor Wahlen werden üblicherweise verstärkt Politiker eingeladen. Von Zeit zu Zeit gibt es in der Sendung Praktikanten, die inhaltlich lockere Beiträge gestalten. Auch von regionalen Festen und Brauchtum wird regelmäßig berichtet.
Kathi & Christian am Morgen zeichnet sich durch eine klare Haltung der Moderatoren zu bestimmten Themen aus. So kritisierte man beispielsweise 2014 den von der damaligen grünen Umweltlandesrätin Astrid Rössler eingeführten Luftgüte-80er auf der Westautobahn (A1) im Stadtgebiet von Salzburg. Die Kritik wurde unter anderem mit Parodien und Videos zum Ausdruck gebracht, welche auch in sozialen Netzwerken veröffentlicht sowie von anderen Medien aufgegriffen wurden.

### Comedy
Christian Katzer produziert verschiedene Comedy-Formate für die Sendung. Diese sind unter anderem:
- Christians Weckruf: Telefonstreiche mit verstellter Stimme
- Männergesangsverein: Kurze Ständchen eines virtuell zusammengestellten Chors zu einem aktuellen Thema
- "Bitte senden!": Verlesen einer humoristischen, fiktiven Fax-Nachricht der Bundesregierung

Andere Comedy-Formate werden speziell vor Ereignissen wie Wahlen oder Festspielen produziert.
Ein Running Gag sind negative Kommentare über Christians Aussehen oder Persönlichkeit am Ende von Beiträgen oder in Moderationen.

### Specials
Unregelmäßig gibt es Spezialsendungen zu einem bestimmten Thema. Diese können entweder durch Werbekunden in Auftrag gegeben oder redaktioneller Natur sein. Dabei wird beispielsweise von einer anderen Örtlichkeit gesendet oder speziell ausgewählte Musik gespielt, welche auch aus einem Genre kommen kann, das auf dem Sender normalerweise nicht vorzufinden ist. 

### Hörerbeteiligung
Fast täglich werden Hörer telefonisch in die Sendung durchgestellt. Diese tragen Witze vor, geben ihre Meinung zu einem Thema ab oder berichten über aktuelle Verkehrsbehinderungen. Häufig gibt es auch Gewinnspiele, die unter Umständen viel Raum der Sendezeit einnehmen können und der Hörerbindung dienen.

## Nachweise
1. ↑  Antenne Salzburg bleibt Salzburgs meistgehörtes Privatradio und die private Nummer 1. Abgerufen am 4. Juni 2024.
2. ↑  20 Jahre Kathi und Christian. Abgerufen am 4. Juni 2024.
3. ↑  Melody FM wird Antenne Salzburg. Abgerufen am 4. Juni 2024.
4. ↑  Fellner-Familienstiftung übernimmt Antenne Salzburg. Abgerufen am 4. Juni 2024.
5. ↑  Das Antenne Salzburg Morgenteam Kathi und Christian. Abgerufen am 4. Juni 2024.
6. ↑  Österreichisch-deutsches Feingefühl. Abgerufen am 4. Juni 2024.
7. ↑  Salzburgs Morningshow mit Eva und Christian. In: Die Salzburgerin. Nr. 7, 2013, S. 64–65 (https://issuu.com [abgerufen am 5. Juni 2024]).
8. ↑  Österreichischer Radiopreis 2017: Das sind die Gewinner. Abgerufen am 5. Juni 2024.
9. ↑  Antenne Österreich ist heute via DAB+ gestartet. Abgerufen am 5. Juni 2024.
10. ↑  Kathi & Christian am Morgen. Abgerufen am 5. Juni 2024.
11. ↑  Duftbäume und Frischlufterfrischer - Antenne Salzburg in "Mission 100". Abgerufen am 5. Juni 2024.